# Панас Кочура
Панас Кочу́ра (справжні ім'я і прізвище Кочур Панас Федорович; нар. (18 липня) 1905, Кролевець — пом. 5 листопада 1976, Київ) — український радянський письменник, прозаїк; член Спілки письменників України з 1954 року. Кавалер ордена Трудового Червоного Прапора.

## Біографія
Народився 5 [18] липня 1905 року у місті Кролевці (тепер Сумська область, Україна) в сім'ї робітника. З 1913 року навчався в трирічній школі, потім у реальному училищі, яке пізніше реорганізоване у семирічну школу, яку він закінчив 1921 року.
Працював на Кролевецькому механічному заводі, у мандрівній театральній трупі Чернігівської губернської політпросвіти. Впродовж 1924–1927 років — секретар, голова Чапаєвської сільської ради Кролевецького району. В 1927 році покликаний до Червоної армії, два роки навчався в артилерійському училищі. Під час служби в 1929 році потрапив в аварію і тяжко захворів. З того часу був прикутий до ліжка. Член КПРС з 1956 року.

Могила Панаса Кочури

Помер 5 листопада 1976 року. Похований в Києві на Міському кладовищі «Берківцях» (ділянка № 74).

## Творчість
- «Родина Сокорин» (журнал «Українська література», 1945, № 12; окремо — Київ, 1962; повість про боротьбу українського народу проти німецьких окупантів);
- «Остання подорож» (журнал «Вітчизна», 1951, № 3; оповідання присвячене Тарасу Шевченку);
- «Окрилені» (1953, у співавтостві із Миколою Ятком; повість про колгоспне життя повоєнних років);
- «Світлий ранок» (1954; роман про Визвольну війну під проводом Богдана Хмельницького);
- «Вогні юності» (1957; повість про колгоспне життя повоєнних років);
- «Золота грамота» (1960, роман про події Франко-російської війни 1812 року, революційну діяльність декабристів);
- «Апостоли правди» (1969, роман про події Франко-російської війни 1812 року, революційну діяльність декабристів);
- «Із іскри — полум'я» (1972, роман про події Франко-російської війни 1812 року, революційну діяльність декабристів);
- «Сичі на дзвіниці» (1974, про підпільні гурти в Україні напередодні революційних подій 1905—1907 років);
- «Початок вічного» (1977, про підпільні гурти в Україні напередодні революційних подій 1905—1907 років);
- «Блакитна мрія. Довга ніч» (1987).

## Пам'ять
Ім'ям письменика названо одну з вулиць Кролевця і середню загально-освітню школу № 1.